# Leptochiloides brevicornis
Leptochiloides brevicornis är en stekelart som beskrevs av Richard Mitchell Bohart 1940. Leptochiloides brevicornis ingår i släktet Leptochiloides och familjen Eumenidae. Inga underarter finns listade i Catalogue of Life.